# 朝鮮貴族

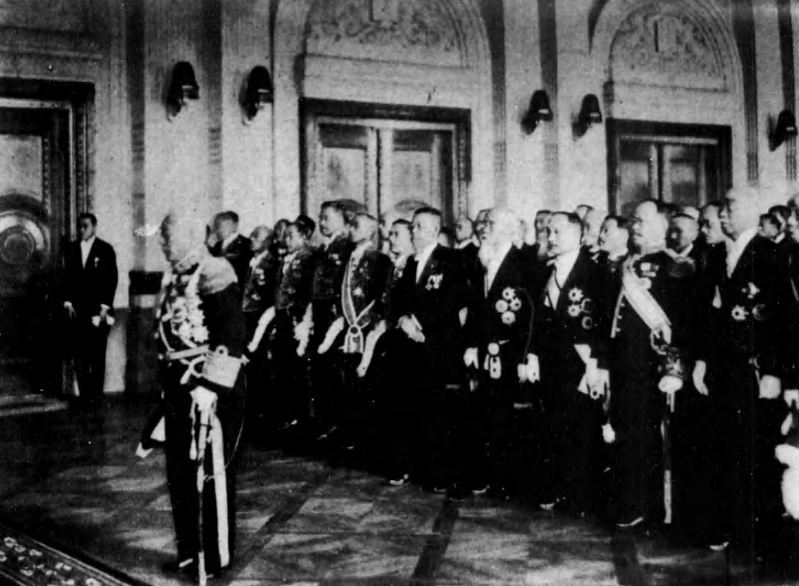
朝鮮総督の斎藤実（左）とともに元旦拝賀式に列席した朝鮮貴族一同。1931年。右から李允用男爵、閔丙奭子爵、朴泳孝侯爵、尹徳栄子爵、権重顕子爵、朴箕陽男爵

朝鮮貴族（ちょうせんきぞく）は、日本の貴族制度であり、旧李朝王室・旧韓国帝室の李王の血族で王公族とならなかった者及び門地又は功労があった朝鮮人に与えられた身分。1910年（明治43年）の日韓併合条約第5条及びそれに基づく朝鮮貴族令（明治43年皇室令第14号）によって設けられたもので、1947年（昭和22年）5月2日、皇室令第12号（皇室令及附属法令廃止ノ件）によって廃止された。

## 概要
朝鮮貴族の当主は公・侯・伯・子・男と5段階の爵位を持つとされ、朝鮮貴族令制定当初の1910年（明治44年）10月7日に76名が爵位を受けたが、公爵に列せられた者は存在していない。
華族と同様の礼遇が定められ、叙位、世襲財産の設定、学習院への入学および大礼服などについては華族と同じ特権を有したが、貴族院議員の有爵者議員となる特権はなかった。
朝鮮貴族の族称を受けられる者は当主とその配偶者、相続人とその長子、当主の父・祖父・曾祖父、またそれらの配偶者と、元当主の未亡人と規定されていた。
朝鮮貴族は創氏改名しない家が多かった。昭和期には朝鮮貴族の貧窮ぶりが相当なものになっていた。

## 朝鮮貴族に列せられた者
特記無い者は1910年（明治44年）10月7日の叙爵である。

### 侯爵
李載完
興宣大院君の甥。
李達鎔
李載完の相続人。1922年襲爵。
李載覚
荘献世子の玄孫。
李徳鎔
李載覚の相続人。1935年襲爵。
李海昌
昌山君。
李徳柱
李海昌の相続人。1945年襲爵。
李海昇
全渓大院君の玄孫。
尹沢栄
海豊府院君。純宗の舅。
尹毅燮
尹沢栄の相続人。1935年襲爵。
朴泳孝
哲宗の壻。宮内府大臣。併合後、1926年（大正15年）に中枢院議長、1932年（昭和7年）に貴族院議員となる。
朴賛汎
朴泳孝の相続人。1939年襲爵。
李完用
李允用男爵（朝鮮貴族）の弟。1907年（明治40年）に大韓帝国内閣総理大臣に就任する。同年第三次日韓協約に調印する。1909年（明治42年）12月に李在明のテロに遭うが、命拾いする。1910年（明治43年）8月13日、寺内正毅から韓国併合決定を伝えられた場で、韓国の名称を旧称である朝鮮に改めるように要望し、承認される。8月22日に韓国併合ニ関スル条約に調印する。1920年に伯爵より陞爵して侯爵となった。
李丙吉
李完用の相続人。1926年（大正15年）3月15日襲爵。

### 伯爵
李址鎔
内部大臣。
李永柱
李址鎔の相続人。1928年襲爵。
閔泳璘
併合後の1919年（大正8年）7月21日に阿片煙吸食罪で爵位を褫奪される。
（李完用）
併合時に伯爵となるが1920年に陞爵して侯爵となる。
宋秉畯
日本名：野田秉畯。日韓の融和に努めた功績により没後に正三位勲一等が追贈される。1920年に子爵より陞爵して伯爵となった。襲爵した子の宋鍾憲（野田鍾憲）伯爵は後に貴族院議員となる。
宋鍾憲
宋秉畯の相続人。1925年襲爵。貴族院朝鮮勅選議員。
高羲敬
1920年子爵より陞爵。
高興謙
高羲敬の相続人。1934年襲爵。
高重徳
高興謙の相続人。1939年襲爵。

### 子爵
李完鎔

李宅柱
李完鎔の相続人。1937年襲爵。
李埼鎔
1945年4月3日に貴族院朝鮮勅選議員となる。
朴斉純
朴富陽
朴斉純の相続人。1916年9月30日襲爵。先代から引き継いだ莫大な土地資産が霧散し、朝鮮総督府の嘱託として地方課に勤務した。
高永喜

（高羲敬）
高永喜の相続人。1916年襲爵し1920年に陞爵して伯爵となる。
趙重応

趙大鎬
趙重応の相続人。1919年襲爵。重応の長男に生まれ、日本内地の士官学校卒業後歩兵中尉となったが虚弱体質のため退官して帰郷。その後資産を失って生活困窮し、朝鮮総督府より下賜金と嘱託の職を得る。
趙源興
趙大鎬の相続人。1933年襲爵。
閔丙奭

閔弘基
閔丙奭の相続人。1940年襲爵。
李容稙
1919年7月17日失爵
金允植
1919年7月17日失爵
権重顕
1907年（明治40年）に羅寅永らのテロに遭うが、命拾いする。
権泰煥
権重顕の相続人。1934年襲爵。1947年4月14日に死去後襲爵手続せず。
李夏栄
米国駐在公使、駐日公使を経て外部大臣を務めたが、晩年債務に苦しみつつ1929年に没した。
李圭元
李夏栄の相続人。1929年襲爵。1945年4月24日に死去後襲爵手続せず。李鍾賛の父。
李根沢

李昌薫
李根沢の相続人。1920年襲爵。1947年4月15日に死去後襲爵手続せず。
（宋秉畯）
併合時に子爵となるが、1920年に陞爵して伯爵となる。
任善準
1919年2月21日死去
任洛鎬
任善準の相続人。1919年襲爵。
任宣宰
任洛鎬の相続人。1922年襲爵。
李載崑

李海菊
李載崑の相続人。1943年襲爵。
尹徳栄
1939年12月19日に貴族院勅選議員となる。
尹強老
尹徳栄の相続人。1940年襲爵。
趙民熙

趙重壽
趙民熙の相続人。1931年襲爵。
趙龍鎬
趙重壽の相続人。1940年襲爵。
李秉武
1894年（明治27年）に来日し、日本の陸軍士官学校を卒業する。1907年（明治40年）には李完用内閣の軍部大臣臨時署理侍従武官長となる。1909年（明治42年）に親衛庁長官兼侍従武官長となる。併合後も、朝鮮軍人として陸軍副将の階級を保持し続け、1920年（大正9年）4月26日に陸軍中将となる。
李鴻黙
李秉武の相続人。1927年3月1日襲爵
李根命
1916年6月11日死去。
李忠世
李根命の相続人。1916年9月30日襲爵。
李鍾承
李忠世の相続人。1934年襲爵。
閔泳奎
1906年（明治39年）に議政府議政大臣となる。
閔丙三
閔泳奎の相続人。1924年襲爵。
閔泳韶
1917年3月10日死去。
閔忠植
閔泳韶の相続人。1917年襲爵。1933年11月2日に死去後襲爵手続せず栄典喪失。
閔泳徽

閔衡植
閔泳徽の相続人。1936年襲爵。
金声根
1919年11月27日死去。
金虎圭
金声根の相続人。1919年襲爵。

### 男爵
尹用求
1912年12月6日、爵位を返上。
洪淳馨
1912年12月6日、爵位を返上。
金奭鎮
併合後、1910年10月10日に麻薬の阿片を飲んで自殺する。死去後襲爵手続せず。
韓昌洙（1862年）
併合後、李王職長官となる。奎章閣大提学(長官職)・韓章錫(1832-1894)の次男で、官立外国語学校長などを経て、李完用内閣の内閣書記官長を務めた。李王職長官時代には徳恵翁主の後見人も務めた。
韓相琦（1881-1934）
韓昌洙の相続人。1933年襲爵。昌洙の長男。親戚の韓相龍とともに陸軍士官学校成城学校で学び、北海道帝国大学農科卒。病気により早世。
韓相億
韓相琦の相続人。1934年襲爵。昌洙の二男。チューリッヒ大学院にて経済学博士号。
李根湘
1920年1月20日死去。
李長薰
李根湘の相続人。1920年襲爵。
趙羲淵
1915年7月20日に死去後爵位返上。
朴斉斌

朴叙陽
朴斉斌の相続人。1922年襲爵。1944年1月1日に死去後襲爵手続せず栄典喪失。
成岐運

成周絅
成岐運の相続人。1925年襲爵。
成一鏞
成周絅の相続人。1938年襲爵。
金春熙
1924年8月19日死去。
金教莘
金春熙の相続人。1924年10月15日襲爵。
金正禄
金教莘の相続人。1932年襲爵。
趙同熙

趙重献
趙同熙の相続人。1934年襲爵。
趙源世
趙重献の相続人。1944年襲爵。
朴箕陽
1932年没。
朴勝遠
朴箕陽の相続人。1933年襲爵。
朴禎緖
朴勝遠の相続人。1939年襲爵。
金思濬
1915年11月9日に爵位を褫奪される。
張錫周
新聞記者出身。
張寅源
張錫周の相続人。1921年襲爵。
閔商鎬

閔泳頊
閔商鎬の相続人。1933年襲爵。
趙東潤
併合前は侍従武官長。併合後も朝鮮軍人として陸軍副将の階級を保持し続け、1920年（大正9年）4月26日に陸軍中将となる。1923年（大正12年）5月21日死亡する。
趙重九
趙東潤の相続人。1923年襲爵。
崔錫敏
1915年12月21日死去。
崔正源
崔錫敏の相続人。1916年3月20日襲爵。
韓圭卨
第二次日韓協約締結時の首相。1912年12月6日、爵位を返上。
兪吉濬
併合に抗議して、1912年12月6日、爵位を返上。
南廷哲
1916年6月30日死去
南章熙
南廷哲の相続人。1916年9月30日襲爵。
李乾夏
1913年11月7日死去
李範八
李乾夏の相続人。1913年12月20日襲爵。1919年1月25日死去
李完鍾
李範八の相続人。1919年襲爵。
李容泰

李重桓
李容泰の相続人。1922年襲爵。1945年5月9日に死去後襲爵手続せず。
閔泳達
1912年12月6日、爵位を返上。
閔泳綺
1858年京城府桂洞出身。中枢院議官から度支部、農商工部、法部各大臣などを務めた。1908年には東洋拓殖の副総裁となり、李王職長官も務めた。
閔健植
閔泳綺の相続人。1927年襲爵。
閔丙億
閔健植の相続人。1944年襲爵。
李鍾健

李豊漢
李鍾健の相続人。1931年襲爵。
李鳳儀
1919年3月13日死去
李起元
李鳳儀の相続人。1919年襲爵。
李康軾
李起元の相続人。1937年襲爵。1939年11月18日死去
李弘宰
李康軾の相続人。1939年襲爵。
尹雄烈
別技軍左副領官となり新式軍隊による朝鮮国の自存を確保しようと願うが、壬午事変により一時期亡命を余儀なくされる。1911年9月22日死去。
尹致昊
尹雄烈の相続人。父の死去に伴い1911年に襲爵。1913年10月9日、失爵。貴族院朝鮮勅選議員。
李根澔

李東薰
李根澔の相続人。1923年襲爵。
金嘉鎮
1922年7月4日に死去後襲爵手続せず栄典喪失。
鄭洛鎔
1914年2月1日死去。
鄭周永 (男爵)
鄭洛鎔の相続人。1914年3月19日襲爵。
鄭斗和
鄭周永の相続人。1923年襲爵。1939年5月1日に死去後襲爵手続せず栄典喪失。
閔種黙
1916年7月20日死去
閔哲勲
閔種黙の相続人。1916年9月30日襲爵。
閔奎鉉
閔哲勲の相続人。1925年襲爵。
閔泰崑
閔奎鉉の相続人。1934年襲爵。
閔泰崙
閔泰崑の相続人。1944年襲爵。
李載克
1919年（大正8年）に李王職長官となる。
李寅鎔
李載克の相続人。1931年襲爵。
李允用
李完用伯爵（朝鮮貴族）の兄。興宣大院君の娘婿。李範晋内閣で軍部大臣・農商工部大臣を務めた。甥に韓相龍。
李丙玉
李允用の相続人。1938年襲爵。
李正魯

李能世
李正魯の相続人。1923年襲爵。
金永哲

金英洙
金永哲の相続人。1923年襲爵。
金容国
金英洙の相続人。1943年襲爵。
李容元
1911年8月16日死去
李原鎬
李容元の相続人。1911年10月19日襲爵。
李彰洙
李原鎬の相続人。1939年襲爵。
金宗漢

金世顕
金宗漢の相続人。1932年襲爵。1945年4月7日に死去後襲爵手続せず。
趙鼎九
1913年5月3日、爵位を返上。
金鶴鎮
1917年12月13日死去
金徳漢
金鶴鎮の相続人。1918年襲爵。1946年12月17日に死去後襲爵手続せず。
朴容大

朴経遠
朴容大の相続人。1927年襲爵。1947年4月4日に死去後襲爵手続せず。
趙慶鎬
1912年12月6日、爵位を返上。
金思轍

金奭基
金思轍の相続人。1935年襲爵。
金炳翊
1921年10月2日に死去後襲爵手続せず栄典喪失。
鄭漢朝
1917年5月28日死去
鄭天謨
鄭漢朝の相続人。1917年8月20日襲爵。
李冑栄
1917年12月18日死去
李圭桓
李冑栄の相続人。1918年2月12日襲爵。
李卿雨
李圭桓の相続人。1931年襲爵。
閔炯植
1931年8月8日に死去後襲爵手続せず栄典喪失。
李恒九
李完用の子。1924年2月11日、男爵に叙される。
李丙周
李恒九の相続人。1945年襲爵。

## 大韓民国独立後の評価

### 乙巳五賊
朝鮮貴族のうち、1905年の第二次日韓協約の手助けをしたとされている閣僚の5人が韓国では「乙巳五賊」と呼ばれ、現代でも親日派として批判の対象となっている。メンバーは当時の役職で李完用（学部大臣）、李址鎔（内部大臣）、李夏栄（法部大臣）、権重顕（農商工部大臣）、李根沢（軍部大臣）。李夏栄のかわりに朴斉純（外部大臣）を含める場合もある。

### 丁未七賊
乙巳五賊と同様、1907年の第三次日韓協約締結時の閣僚の7人が韓国では「丁未七賊」と呼ばれ、現代でも批判の対象となっている。メンバーは乙巳五賊のひとりである李完用（内閣総理大臣）、および任善準（内部大臣）、高永喜（度支部大臣（財務大臣に相当））、李秉武（軍部大臣）、李載崑（学部大臣）、宋秉畯（農商工部大臣）、趙重応（法部大臣）。